# Avançada (militar)

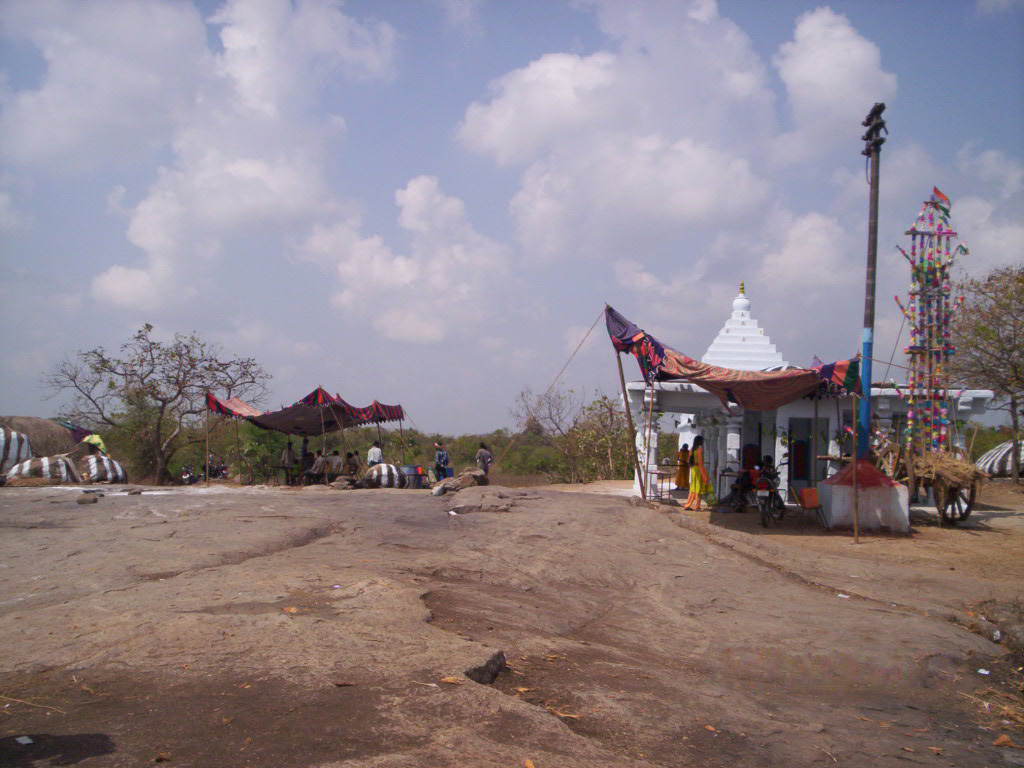
Avançada de la policia prop del temple de Mallannaswamy

Una avançada militar és un destacament de tropes distribuïdes a una certa distància de la força o la formació principal, en general a una distància més llarga d'un suposat objectiu o en un lloc allunyat o escassament poblat, postat per a fer guàrdia enfront d'intrusions no autoritzades i atacs per sorpresa. És, en general, una base militar petita o l'assentament en una frontera, límit d'un altre país o regió. Les avançades solen tenir forma de fortificacions, fàcils de desmantellar. En algunes ocasions, si tenen un objectiu de contenció o albirament, sobretot, marítim, una avançada pot ser formada en forma de búnquer.